# Le Ban-Saint-Martin
Le Ban-Saint-Martin é uma comuna francesa na região administrativa de Grande Leste, no departamento de Moselle. Estende-se por uma área de 1.59 km². Em 2010 a comuna tinha 4 500 habitantes (densidade: 2 830,2 hab./km²).5 hab/km².